# Alt-Godesberg
Alt-Godesberg – dzielnica dystryktu Bad Godesberg w Bonn w Niemczech, w kraju związkowym Nadrenia Północna-Westfalia, w rejencji Kolonia. Od 1 sierpnia 1969 w granicach miasta.
Znajduje się tu ewangelicka kaplica Rigal’sche Kapelle i pijalnia wód leczniczych. Liczbę mieszkańców szacuje się na ok. 6000 osób.